# Isidoides armata
Isidoides armata Nutting, 1910 è un octocorallo alcionaceo del sottordine Calcaxonia, di incerta collocazione tassonomica.

## Descrizione
Le colonie di questa gorgonia formano ampi ventagli a ramificazione monoplanare. Lo sclerasse, privo di cavità, non articolato, è formato da strati concentrici di materiale proteico che può avere due distinte colorazioni: bianco crema o dorato-brunastra. I polipi, di colore dal giallo al bruno, sono disposti in due serie e non sono retrattili. Scleriti lisci e piatti si trovano sui tentacoli e sulle pareti dei polipi nonché nel cenenchima.

## Distribuzione e habitat
Questa specie è diffusa nelle acque dell'oceano Pacifico sud-occidentale. I primi esemplari furono raccolti nel mar degli Alfuri, a sud-ovest della Nuova Guinea, mentre recenti spedizioni oceanografiche di ricerca hanno esteso il suo areale sino alla Nuova Caledonia e alla Nuova Zelanda, a oltre 5600 km dal locus typicus.
Si trova a profondità comprese tra 645 e 1065 m.

## Tassonomia
Questo raro ed enigmatico ottocorallo fu descritto nel 1910 dallo zoologo americano Charles Cleveland Nutting (1858 – 1927) il quale, basandosi sull'analisi di alcuni frammenti di un esemplare raccolto nelle acque del mar degli Alfuri, assegnò il genere Isidoides alla famiglia Gorgonellidae (ora Ellisellidae). Nella descrizione originale fatta da Nutting veniva evidenziato che nella inusuale morfologia di questo ottocorallo c'erano tratti che lo accomunavano ad alcune specie della famiglia Isididae ma per altri versi mostrava somiglianze anche con i Primnoidae.
L'olotipo di Isidoides armata, rappresentato dalla collezione di piccoli frammenti raccolti da Nutting (attualmente custodito presso il Centro per la Biodiversità Naturalis di Leiden) è stato per anni l'unico esemplare disponibile alla scienza. Nel 1988 Bayer e Stefani basandosi sulla analisi morfologia degli scleriti dell'olotipo assegnarono il genere alla famiglia Chrysogorgiidae.
Nel 2003, nuovi esemplari di Isidoides armata sono stati raccolti sulla dorsale Norfolk, una dorsale oceanica che corre tra la Nuova Caledonia e la Nuova Zelanda, e negli anni successivi numerose spedizioni oceaniche di ricerca nel Pacifico sud-occidentale, hanno consentito di raccogliere nuovi campioni, fornendo materiali per accurate caratterizzazioni morfologiche e per analisi genetiche approfondite. 
Gli studi di filogenetica molecolare basati su tali campioni hanno smentito la appartenenza di Isidoides alla famiglia Chrysogorgiidae, suggerendo una affinità genetica con la sottofamiglia Keratoisidinae (Isididae). La esatta collocazione del genere non è comunque tuttora stata chiarita. Assodata la sua appartenenza al sottordine Calcaxonia, la sua collocazione familiare è ancora ritenuta incertae sedis.